# Mario Scalesi
Mario Scalesi (Túnez, 6 de febrero de 1892 – Palermo, 13 de marzo de 1922) fue un poeta y crítico literario italiano nacionalizado francés.

## Biografía
Nacido en Túnez (territorio francés en ese momento) de padres de origen italiano (su padre procedía de Trapani, su madre era de ascendencia maltesa y genovesa). Cuando tenía cinco años, sufrió una aparatosa caída por una escalera que lo dejó tullido para el resto de su vida. Además, no gozaba de la simpatía de los "mocosos" de su barrio en el centro histórico de Túnez. Fue a la escuela primaria francesa en Túnez, pero pronto tuvo que buscar un trabajo para aliviar la precaria situación económica de su numerosa familia. Fue contratado como contable.
Colaboró, como crítico literario, con las revistas tunecinas «Soleil» y «La Tunisie Illustrée», desde donde lanzó sus originales tesis en favor de una auténtica "literatura norteafricana" que se sintiera parte integrante de la "patria" francesa, en lugar de ser víctima del exotismo.
Su salud se fue deteriorando progresivamente, debido también a una fuerte carencia de afecto familiar. Probablemente padeció la enfermedad de Pott, luego de un período de internación en el Hospital Colonial Italiano “G. Garibaldi”, el 30 de septiembre de 1921 fue trasladado a Italia, en la Vignicella, al hospital psiquiátrico de Palermo. De hecho, también mantenía la nacionalidad de su padre. Según los registros médicos, parece haber muerto de "marasmo". Su cuerpo habría terminado en una fosa común.
Su única colección poética, Les Poèmes d'un Maudit, fue publicada póstumamente en francés, en varias ediciones, y ha sido recibida, desde los años treinta, con críticas favorables en Francia y con el consenso de estudiosos franceses de diversas partes del mundo ; También ha sido apreciado en muchos países europeos, así como en Túnez y otros estados árabes. Se le considera uno de los "padres" de la literatura magrebí de expresión francesa.
Uno de los más grandes poetas tunecinos contemporáneos, Moncef Ghachem, declaró en una entrevista: «Soy un hijo de Mario Scalesi».

## Ediciones
- Les Poèmes d'un Maudit, editado por la Société des Ecrivains de l'Afrique du Nord, París, Belles Lettres, 1923.
- Poémes d'un Maudit, prefacio de J. Durel, Túnez, Kahéna, 1930.
- Les Poèmes d'un Maudit, Túnez, Saliba, 1935.
- Les Poèmes d'un Maudit [Cuarta edición, al cuidado de Pr. A. Bannour], Túnez, Mario Scalesi y Abel Krandof, 1996. ISBN 9973-17-725-8

### Traducciones al español
- Los poemas de un maldito, editado por Ediciones lo Desconocido, con edición, prólogo y traducción a cargo de Adrián Fernández Burló, 2023 (edición bilingüe con texto enfrentado en francés). ISBN 				978-84-09-52076-3

### Traducciones al italiano
- Les Poèmes d'un Maudit. Le liriche di un Maledetto. La poesia mediterranea di un italiano di Tunis, traducción, ensayo introductorio y edición de Salvatore Mugno, presentación de Renzo Paris, con contribución de Yvonne Fracassetti Brondino y nota de Dino Grammatico, Palermo, Isspe, 1997.
- Les Poèmes d'un Maudit. Le liriche di un Maledetto, traducción y edición de Salvatore Mugno, Mercato S. Severino (SA), Edizioni Il Grappolo, 2006. ISBN 88-88207-99-6
- Le poesie di un Maledetto, traducción, ensayo introductorio y edición de Salvatore Mugno, Massa, Transeuropa, 2020. ISBN 9788831249805

### Traducciones al árabe
- Les Poèmes d'un Maudit, traduit en langue tunisienne par Hédi Balegh, Túnez, Artypo, 2010 (con texto enfrentado en francés). ISBN 978-9973-0-5727-3

## Nota
1. ↑  Scalesi, Mario (2021). «Un poeta maudit ingabbiato tra i matti». Le poesie di un maledetto (Salvatore Mugno, trad.).
2. ↑  Henry Alfred Todd, Romanic review, vol. 25, Columbia University, Dep. Of French and Romance Philology, 1934.
3. ↑  Alfred Louis Edmond Vallettee, «Mercure de France», vol. 257, 1935
4. ↑  Essay by divers hands: being the transactions of the Royal Society of Literature of the United Kingdom, H. Mulford, Oxford University Press, 1948
5. ↑  Hartmut Walravenus, Vincenz Hundhausen (1878-1955), Leben und Werk, Otto Harrassowitz, Wiesbaden, 1999
6. ↑  Arthur Pellegrin, Histoire de la Tunisie: depuis les origines jusqu'à nos jours, Tunisi, Librairie Namura, 1948.
7. ↑  Jean Fontaine, Histoire de la littérature tunisienne, Tunisi, Sahar, 1999
8. ↑  Jāmiʻat al-Ādāb wa-al-Funūn wa-al-ʻUlūm al-Insānīyah, Tūnis I. Maʻhad al-Aʻlá li-Tārīkh al-Ḥarakah al-Waṭanīyah Université Tunis I, Institut supérieur d'histoire du mouvement national, 1999
9. ↑  Aimé Dupuy, La Tunisie dans les lettres d'expressione française, Parigi, Editions Universitaires, 1956
10. ↑  Mario+Scalesi%22&dq=%22Mario+Scalesi%22&hl=it&ei=meY-T87LOPSM gSHhYGrCA&sa=X&oi=book_result&ct=book-thumbnail&resnum=10&ved=0CFkQ6wEwCTge Albert Memmi, Anthologie des écrivains maghrebins d'expression française, Présence Africaine, 1964
11. ↑  N. Radhouane, Littérature tunisienne de langue française. Elle ne mourra pas jeune, «le Temps», Tunis, 18 marzo 1998.

## Crítica
- A. PELLEGRIN, La Littérature nord-africaine, Tunisi, Bibliothèque Nord-Africaine, 1920.
- M. HELLER, «Annales Africaines», Argelia, 20 de junio de 1922.
- P. MILLE, «Les Temps», París, 29 noviembre1933.
- P. MILLE, «Les Nouvelles Littéraires», París, 2 de diciembre de 1933.
- Y.G. Le DANTEC, Le mouvement poétique, «Revue des duex mondes», París, 15 de octubre de 1935, n. 5.
- C.M. ROBERT, «Afrique», Algeria, 1936; poi in plaquette: Un poète maudit. La Passion de Marius Scalési, Algeri, Editions d'Afrique, 1936.
- P. RONZY, Un poète italo-maltais d'expression française: Mario Scalesi (1892-1922), «La Rassegna della letteratura italiana», voll. 44-45, Istituto universitario di Magistero Genova, Firenze, Sansoni, 1936.
- Y. CHATELAIN, La vie littéraire et intellectuelle en Tunisie de 1900 à 1937, París, Librairie Orientaliste, pp. 158-159.
- A. CORPORA, Onoranze a Mario Scalesi, «L'Unione», Túnez, 30 de enero de 1937.
- Documenti nouveaux sur Mario Scalesi, «Giornale storico della letteratura italiana», vol. 109, Loescher, 1937.
- «Oriente moderno», vol. XVIII, 1938. ht
- L'Archer, vol. 9, 1º enero 1938.
- Hommage à Marius Scalési, a cura della Società degli Scrittori dell'Africa del Nord, Túnez, Kahéna, 1939.
- E. GUERNIER, Tunisie, Editions de l'Émpire français, 1948
- G. D'AGUANNO, Grandeur de Mario Scalési, poète maudit, Trapani, Corrao, 1958.
- N. PASOTTI, Italiani e Italia in Tunisia, Roma, Finzi, 1964.
- A. CARACCIO, Mélanges franco-italiens de littérature, Presses universitaires de France, 1966.
- H. BALEGH, Marius Scalési: "Poèmes d'un Maudit", «Revue Tunisienne de Sciences Sociales», 1978, n. 53.
- R. RAINERO, La rivendicazione fascista nella Tunisia, Milán, Marzorati, 1978.
- B. P. PINO, Stèle a Mario Scalesi, «Echanges», Thonon (Francia), 1981, n. 2.
- N. GRAPOTTE, Marius Scalési, «Perspectives Méditerranéennes», París, 1984, n. 20.
- M'BAREK GHARIANI, Les destins croisés de Scalési et de Abul-Kacem, «Le Temps», Túnezi, 11 de septiembre de 1984.
- P. GRENAUD, La littérature au soleil du Maghreb: de l'antiquité à nos jours, L'Harmattan, 1993
- J. FONTAINE, Histoire de la littérature tunisienne, Túnez, Sahar, 1994, II tomo.
- J. L. JOUBERT, Littératures francophones du Monde Arabe. Anthologie, Editions Nathan, París, 1994, pp. 126-128. ISBN 2-09-882200-6
- R. BOURKIS, Colloque international sur Mario Scalesi, «le Temps», Túnez, 12 de marzo de 1997.
- M. GHACHEM, Traversée. Avec Scalesi et Garmadi, «Tunisie Plurielle», Túnez, 1997, n. 1.
- M. EL HOUSSI - M. M'HENNI - S. ZOPPI (a cura di), Regards sur la littérature tunisienne, Roma, Bulzoni Editore, 1997, pp. 71 e ss.
- G. TOSO RODINIS, Marius Scalési: un poeta italo-tunisino alle porte del XX secolo, in Letteratura di Frontiera. Littératures Frontalières, Roma, Bulzoni, 1998, p. 215.
- «La Presse littéraire» en italien, «La Presse littéraire», Túnez, gennaio 1998.
- M. SCALESI, Comunione, «Il Grande Vetro», Pisa, a. XXII, n. 141, febrero-marzo 1998.
- N. RADHOUANE, Littérature tunisienne de langue française. Elle ne mourra pas jeune, «le Temps», Túynez, 18 de marzo de 1998.
- S. DI MARCO, Mario Scalesi e le liriche di un poeta maledetto, «Il Mediterraneo», Palermo, 17 de febrero de 1998 (lo stesso testo è anche apparso in "Pagine dal sud", Ragusa, abril 1998, bajo el título Un poeta "siciliano di Tunisi". Mario Scalesi).
- M. GERRATANA, Scalesi, poeta maledetto e grandissimo, «Giornale di Sicilia», 28 de junio de 1998.
- F. VINCI, Le tenebrose liriche di un poeta "maledetto", «Oggi Sicilia», Palermo, 9 de julio de 1998.
- J. FONTAIN, Mario Scalesi et la Bible, in Recherches sur la littérature arabe, Túnez, Ibla, 1998.
- M. BRONDINO, La stampa italiana in Tunisia: storia e società: 1838-1956, Milán, Jaca Book, 1998.
- R. BIVONA, Mario Scalesi, Les Poèmes d'un Maudit. Le Liriche di un Maledetto. La poesia mediterranea di un italiano di Tunisi, in «Annuaire de l'Afrique du Nord», XXXVI 1997, París, CNRS Editions, París, 1999, p. 561.
- R. PARIS, Ragazzi a vita in Poesia '98. Annuario, por Giorgio Manacorda, Roma, Castelvecchi, 1999, p. 93.
- Yvonne Fracassetti Brondino, Mario Scalesi contro l'esotismo metropolitano, in Viaggiatori d'Oriente e d'Occidente, por Radhouan Ben Amara, Cagliari, 1999 ISBN 88-8374-001-7 http://www.edizioniav.it/ITA/05-Letteratura/02.html
- S. MUGNO, Mario Scalesi, italiano di Tunisi e poeta maudit. Alle origini della poesia nordafricana di espressione francese, «Inoltre» (Milán), 2000.
- Sicilia, Tunisia e la poesia di Mario Scalesi, por Salvatore Mugno, presentación de M. G. Pasqualini, Palermo, Isspe, 2000 (Actas de la conferencia). http://www.trapaninostra.it/libri/salvatoremugno/Sicilia_Tunisia/Sicilia_Tunisia.htm
- S. FINZI (a cura di), Memorie italiane di Tunisia. Mémoires italiennes de Tunisie, Tunisi, Ambasciata d'Italia - Istituto di Cultura, Túnez, 2000.
- F. TOSO, Mario Scalési: identità plurale, destino individuale, dramma universale, Università degli Studi di Udine (sede di Pordenone), 2000, http://all.uniud.it/all/simp/num3/articoli/art11.html (enlace roto disponible en Internet Archive; véase el historial, la primera versión y la última).
- J. C. VEGLIANTE, La traduction-migration: déplacements et transferts culturels Italie-France, XIXe-XXe siécles, L'Harmattan, 2000.
- A. LORETI, The travelling of cultures in Francophone Tunisian literature, 2000 http://www.afribd.com/article.php?no=7000 (enlace roto disponible en Internet Archive; véase el historial, la primera versión y la última).
- F. PETROCCHI D'AURIA, Tra nazionalismo e cosmopolitismo: “Dante” (1932-1940): una rivista italiana di poesia a Parigi, Edizioni Scientifiche italiane, 2000
- A. BANNOUR (textes présentés par), Actes du colloque "Mario Scalési, poète méditerranéen" (13,14 et 15 mars 1997), Université de Tunis, Faculté de Sciences Humaines et Sociales, Túnez, 2001, volume XVI. ISBN 9973-922-64-6
- G. D'AGOSTINO, Meridione. Sud e Nord nel Mondo, Edizioni scientifiche italiane, 2001
- A. GERBINO, Sicilia, poesia dei mille anni, Caltanissetta, Sciascia Editore, 2001, p. 404.
- E. GIANOTTI – G. MICCICHE'- R. RIBERO, Migrazioni nel Mediterraneo: scambi, convivenze e contaminazioni tra Italia e Nordafrica, L'Harmattan Italia, 2002.
- C. FERRINI, L'Imaginaire du Maghreb a la naissance de l'Etat Italien: trois oeuvres par trois ecrivains: Edmondo de Amicis, Emilio Salgari, Mario Scalesi des annees 70 du XIXe siecle aux annees 20 du XXe siecle, «Revue d'histoire maghrebine» (Zaghouan, Tunisia), 112, 2003, 459-488.
- Y. FRACASSETTI BRONDINO, Mario Scalesi: precursore della letteratura multiculturale nel Maghreb, in I volti dell'altro. Letteratura della diaspora e migranti, a cura di Paola Boi e Radhouan Ben Amara, AV, Cagliari, 2004 http://www.edizioniav.it/ITA/05-Letteratura/13.html
- V. COTESTA, Le identità mediterranee e la Costituzione europea: atti del convegno internazionale, Università degli studi di Salerno, 19-20 febbraio 2003, vol. I, Soveria Mannelli, Rubbettino, 2005.
- R. BADALÌ, Satura: studi in onore di Franco Lanza, Viterbo, Università degli studi della Tuscia. Istituto di studi romanzi, 2003.
- Interférences culturelles et écriture littéraire: actes du colloque organisé au siege de l'académie du 7 au 9 janvier 2002, Académie tunisienne des sciences, des lettres et des arts, Beit al-hikma, 2003
- L. SCARLINI, La paura preferita. Islam: fascino e minaccia nella cultura italiana, Milano, Bruno Mondadori, 2005.
- G. MARILOTTI, L'Italia e il Nord Africa: l'emigrazione sarda in Tunisia, 1848-1914, Carocci, 2006
- S. FERLITA, Scalesi il maledetto nelle stanze della Vignicella, «La Repubblica», 15 novembre 2007.
- D. LAGUILLON HENTATI - S. FINZI (a cura di), Poesti e scrittori italiani di Tunisia. Poètes et ecrivains italiens de Tunisie, Tunisi, Edizioni Finzi, 2007, pp.237-240. ISBN 978-9973-63-012-4
- G. DUGAS, La Méditerranée de Audisio à Roy, Manucius, 2008.
- D. MELFA, Sguardi italiani nelle Piccole Sicilie di Tunisia, in Quaderni del dipartimento di studi politici. Università degli Studi di Catania, a cura di S. Aleo e G. Barone, Milán, Giuffrè Editore, 2008.
- «Revue de littérature comparée», Champion, 2008.
- S. MUGNO, Ash-Shabbi e Scalesi, in Abu'l-Qasim Ash-Shabbi, I canti della vita, traduzione dall'arabo di Imed Mehadheb, rivisitazione poetica di Gëzim Hajdari, saggio introduttivo e cura di Salvatore Mugno, prefazione di Abderrazak Bannour, postfazione di Aldo Nicosia, Trapani, Di Girolamo Editore, 2008, pp. 41-44. ISBN 978-88-87778-20-5
- V. CONSOLO, I muri d'Europa, 11 de junio de 2009 http://www.mesogeamag.it/voci-e-pensieri/item/10-i-muri-deuropa.html#8 (enlace roto disponible en Internet Archive; véase el historial, la primera versión y la última).
- F. M. CORRAO (a cura di), Le rivoluzioni arabe. La transizione mediterranea, Milano, Mondadori Università, 2011, p. 215 e 252. ISBN 978-88-6184-185-7
- E. TARTAMELLA, Emigranti anomali, Trapani, Maroda Editori, 2011.
- G. TERESI – G. GRUPPOSO, Marius Scalési, expression de l'identité humaine en terre méditerranéenne, 2011, pp. 7, 14-15 e ss. https://it.calameo.com/read/000772552f943b969e978
- M. GHACHEM, Lettori di Scalesi, in Il salto del cefalo. Storie di pesci, barche e marinai di Mahdia, Messina, Mesogea, 2013, pp. 125-137. ISBN 978-88-469-2114-7
- C. NDIAYE, Introduction aux littératures francophones, Montréal, Presses de l'Université de Montréal, 2018 http://books.openedition.org/pum/10661
- S. TROVATO, Quanto i pazzi tornarono ad essere umani. Sguardi sul mondo che nessuno vedeva, «Giornale di Sicilia», 3 de enero de 2019.
- S. TROISI, Ordinaria follia, com'è intenso il racconto dei manicomi, «La Repubblica», 6 de enero de 2019.